# Autoserica capeneri
Autoserica capeneri är en skalbaggsart som beskrevs av Frey 1964. Autoserica capeneri ingår i släktet Autoserica och familjen Melolonthidae. Inga underarter finns listade.